# Казановский, Владимир Николаевич
Владимир Николаевич Казановский (23 апреля 1909, д. Поединково, Минская губ. — 10 мая 1970, Минск) — советский военачальник. Генерал-майор береговой службы (27.01.1951), генерал-майор артиллерии (05.05.1952). Участник Великой Отечественной войны.

## Биография
Родился 23.4.1909 в д. Поединково, ныне Дзержинский район Минской области, Республика Беларусь. По национальности поляк.
На службе в РККА с 26.09.1927, в ВМФ с 1933 года. Член ВКП(б) с 1936 года. Окончил артиллерийское отделение Объединенной Белорусской военной школы им. ЦИК БССР (9.1927-6.1931). Командный факультет ВМА им. К. Е. Ворошилова (12.1933-4.1938).
Командир взвода (6.1931-5.1932), батареи (5.1932-12.1933) учебного артиллерийского дивизиона 43-го ап, г. Великие Луки. Помощник коменданта по артиллерии Южно-Кавказского УР ЧФ (4.5.1938). В связи с репрессиями уволен из ВМФ (5-12.1938). Восстановлен в кадрах. Помощник коменданта по артиллерии Южно-Кавказского УР ЧФ (12.1938-5.1940). Участник Советско-финляндской войны 1939-1940. Помощник начальника 1-го отделения 1-го отдела (оперативного) штаба флота (5.9.1940), командир-оператор по БО и сухопутным войскам того же отдела с сентября 1940 СФ. В этой должности вступил в Великую Отечественную войну.
Из боевой характеристики (1944): «Участвовал как начальник морской группы при командующем Карельским фронтом, в операции по прорыву Карф-ронтом, во взаимодействии с Ладожской флотилией — обороны противника на реке Свирь и в операции Карфронта совместно с Северным флотом в прорыве обороны противника на Мурманском направлении, овладением Петсамо и Киркенес. В ходе операции постоянно был в курсе обстановки действий фронта и флота. Систематически выезжал в части для информации командования частей».
Заместитель начальника КОС БО ВМС по учебной части (9.1947-6.1948). Начальник штаба Береговой Обороны 8-го ВМФ (6.1948-6.1952). Старший преподаватель кафедры Береговой Обороны военно-морского факультета (6.1952-12. 1953), заместитель начальника (12.1953-9.1955), начальник кафедры (9.1955-10.1958) БО военно-морского факультета ВАГШ ВС. В распоряжении ГУК СА (10-11.1958).
С ноября 1958 в отставке. Занимался общественной деятельностью. Умер в Минске 10 мая 1970.

## Награды
- Орден Ленина (1953)
- Орден Красного Знамени (1947)
- Орден Красной Звезды (1942, 1944)
- Орден Отечественной войны I ст. (1944), II ст. (1944)
- Медаль «За оборону Ленинграда»
- Медаль «За победу над Германией в Великой Отечественной войне 1941–1945 гг.»
- Медали СССР